# Koloid
Koloíd (grško kólla - klej + eĩdos - lik, videz) je snov, dispergirana v drugi snovi (disperznem sredstvu) tako, da so delci prve snovi veliki od 1 nm do 1 μm. Koloid lahko obravnavamo kot večfazni sistem, pri čemer sta komponenti lahko v isti fazi (npr. emulzija) ali v različnih fazah (npr. pena). Od raztopin se ločijo po tem, da se na delcih v koloidih sipa svetloba enako kot v primeru prašnih delcev v sončni svetlobi. Pojav imenujemo Tyndallov pojav.

## Razvrstitev koloidov
Koloide lahko razvrstimo glede na to, v kateri fazi sta dispergirana (razpršena) snov in disperzno sredstvo.
Eden iz poznanih koloidnih sistemov je mleko. V mleku so namreč majhne oljne kapljice globulinov dispergirane v vodni fazi, ki jo sestavljajo voda in nekatere v njej topne snovi. Če je ena tekočina dispergirana v drugi tekočini (primer mleko) nastane emulzija. Tekočine, dispergirane v plinih, kot na primer pri megli, imenujemo aerosoli.
|                    |            | Dispergirana snov                    | Dispergirana snov                            | Dispergirana snov              |
| ------------------ | ---------- | ------------------------------------ | -------------------------------------------- | ------------------------------ |
| plin               | kapljevina | trdnina                              |                                              |                                |
| Disperzno sredstvo | plin       | NI (vsi plini so topni)              | kapljevinski aerosol npr. megla              | trdninski aerosol npr. dim     |
| Disperzno sredstvo | kapljevina | pena npr. stepena smetana            | emulzija npr. mleko, majoneza, krema za roke | sól npr. barva, črnilo, kri    |
| Disperzno sredstvo | trdnina    | trdninska pena npr. stiropor, plovec | gel npr. želatina, sir, opal                 | trdna sol npr. rubinsko steklo |

## Interakcije med koloidnimi delci
- odboj zaradi končne velikosti delcev: trdi delci se ne morejo prekrivati
- elektrostatska interakcija: koloidni delci so pogosto nabiti in se zategadelj odbijajo ali privlačijo. Na to interakcijo vplivata naboj dispergirane snovi in disperznega sredstva ter gibljivosti obeh.
- van der Waalsova sila: interakcija med bodisi permanentnimi bodisi induciranimi dipoli. Wan der Waalsova sila je vedno navzoča, je kratkega dosega (pada s sedmo potenco razdalje) in je vedno privlačna po značaju.
- entropijska sila: sile, ki izvirajo iz razvoja sistema v stanje z večjo entropijo
- sterična sila: sile zaradi steričnega pojava, ki opisuje vpliv prostorske razporeditve interagirajočih delcev